# 中山舰事件

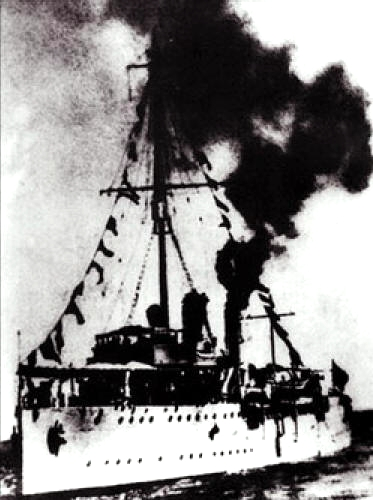
中山艦

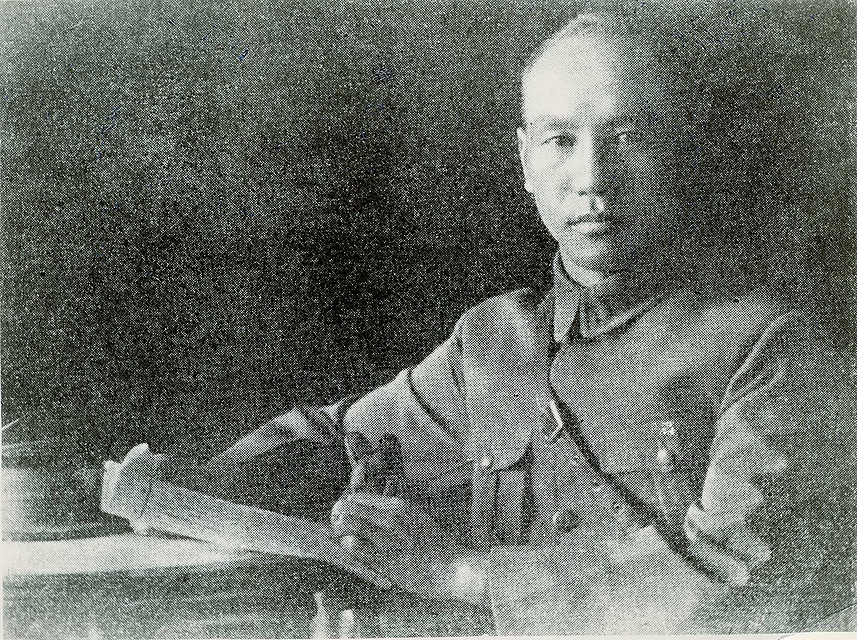
1926年的蔣中正

中山艦事件又稱「三二〇事件」、三月二十日廣州定亂，發生於民國15年（1926年）3月18日。事件过程、起因皆有争论。

## 背景
中國國民黨總理孫文逝世後，出任中國國民黨中政會主席、國民政府主席的汪兆銘延續著孫氏聯俄容共的政策。1925年11月國民黨部分党员召開西山會議，反對容共。
蘇聯顧問季山嘉和蔣中正的合作關係急速惡化，蔣認為蘇聯企圖使中國赤化，而此時季山嘉也在竭力拉攏親共的汪兆銘，企圖聯手剝奪蔣中正的軍權。
蔣中正作為黃埔軍校（現陸軍軍官學校）第一任的校長，雖然掌握了實權和軍權，也實在不願意看到國民政府逐漸赤化。但在中國共產黨逐漸坐大、日本和蘇聯對中國的覬覦之種種不利的情況下，仍勉予支持容共的汪兆銘，反對西山派的主張。

## 小型戒嚴
1926年3月18日，黃埔軍校管理科交通股股長兼駐省辦事處主任歐陽鐘，向海軍局代局長、共產黨員李之龍傳達鐵令，派「中山」、「寶璧」兩艦出海到黃埔，救援被匪徒攻擊的一艘外輪。軍艦到了黃埔後，向黃埔軍校教育長鄧演達請示任務，鄧演達回答不知。3月19日下午，由於蘇聯使團欲參觀中山艦，李之龍電話請示蔣中正調中山艦回廣州。蔣表示：「我沒有要你開去，你要開回來，就開回來好了，何必問我做什麼呢？」按照共产党的说法，李之龙事先得到汪的指示，要将一些水兵调离，以防蒋重新夺回海军。而蒋则听聞李之龙要将他绑架到海參崴的傳言。
3月20日，蔣中正前往汕頭的半路返回廣州，下令全城戒嚴，防止中共和蘇聯顧問季山嘉兵變。歐陽格、陳肇英奉蔣中正命令佔領中山艦，並逮捕李之龍於家中，包圍蘇聯顧問和共產黨機關，扣留了第一軍和黃埔軍校中周恩來等中共黨員，嚴密監視鄧演達。中山艦艦長換成歐陽格。
蔣中正表示這只是針對個別人，聯俄容共政策並未動搖。「西山會議派」給蔣中正發電報「以迅速手段，勘定叛亂，忠勇明敏，功在黨國。」但蔣中正立刻回電表示自己「唯革命是從」，繼續反對「西山會議派」。不過這顯然為第一次國共合作投下陰影，為一年後的四一二事件埋下伏筆。

## 真相不明
至今海內外學者對其中內幕尚有存疑的三種假設：
1. 汪兆銘當時病中，蔣中正策劃調動中山艦，惟矢口否認以藉打擊中國共產黨，實則奪取汪的軍權。
2. 這是和「西山會議」派關係密切的「孫文主義學會」成員歐陽格（歐陽鐘的叔父）等，故意向李之龍假傳蔣中正的指令，兩邊離間中國國民黨和中國共產黨。
3. 國民黨方面認為是蔣中正平息了一場中國共產黨的叛亂，或是容共的汪兆銘與中國共產黨，企圖利用中山艦綁架蔣中正赴蘇聯[4]。此說已被汪榮祖、李敖指出為胡說：當時汪兆銘信任蔣介石，汪為蔣之上司，多方袒護蔣。如果汪要修理蔣，可直接將蔣免職，絕無綁架之理。因此汪榮祖、李敖支持第一說，即此為蔣介石之奪權陰謀。[5]

## 參见
- 三一八惨案
- 四一二事件